# Bertiera lujae
Bertiera lujae är en måreväxtart som beskrevs av De Wild.. Bertiera lujae ingår i släktet Bertiera och familjen måreväxter. Inga underarter finns listade i Catalogue of Life.